# De erfenis (stripalbum)
De erfenis (L'Heritage) is een stripalbum uit de reeks Robbedoes en Kwabbernoot. Het werd getekend en geschreven door André Franquin. Het album werd voor het eerst uitgebracht in 1976 als eerste album in de reeks jeugdzonden, in 1989 werd het opnieuw uitgegeven als een buitenreeksalbum van de reeks Robbedoes en Kwabbernoot. Beide versies werden uitgegeven bij uitgeverij Dupuis.
De erfenis bundelt twee strips uit de beginperiode van Franquin als tekenaar van Robbedoes en Kwabbernoot:
- De tank (1946)
- De erfenis (1946-1947)

Beide verhalen verschenen voor het eerst in het stripalbum Robbedoes en Kwabbernoot, maar waren na die publicatie jarenlang niet meer in een album verschenen.
De erfenis bevat naast de twee verhalen ook nog wat geschiedenis over de verhalen. Guust Flater vrolijkt enkele pagina's op.
Na De erfenis verscheen nog een tweede album met "jeugdzonden" van Franquin: Radar de robot.

## Verhalen

### De tank
Kwabbernoot koopt een tank, maar weet niet hoe die te besturen. Hij vernielt een aantal gebouwen, die hij daarna samen met Robbedoes en enkele kinderen herstelt. De tank krijgt een nieuwe functie als afbraakmachine.

### De erfenis
Robbedoes krijgt als erfenis een schat, maar moet die wel zelf ophalen in Afrika. Als Robbedoes en Kwabbernoot de schat vinden, blijkt die te bestaan uit whisky.